# Oedipina stuarti
Espèce
Statut de conservation UICN

 DD  : Données insuffisantes
Oedipina stuarti est une espèce d'urodèles de la famille des Plethodontidae.

## Répartition
Cette espèce est endémique du Honduras. Elle se rencontre dans les départements de Valle et de Francisco Morazán.

## Étymologie
Cette espèce est nommée en l'honneur de Laurence Cooper Stuart.

## Publication originale
- Brame, 1968 : Systematics and evolution of the mesoamerican salamander genus Oedipina. Journal of Herpetology, vol. 2, no 1/2, p. 1-64.